# Irodouër
Irodouër (bret. Irodouer) – miejscowość i gmina we Francji, w regionie Bretania, w departamencie Ille-et-Vilaine.
Według danych na rok 1990 gminę zamieszkiwało 1286 osób, a gęstość zaludnienia wynosiła 55 osób/km² (wśród 1269 gmin Bretanii Irodouër plasuje się na 479. miejscu pod względem liczby ludności, natomiast pod względem powierzchni na miejscu 413.).